# Lake Royale
Lake Royale è un census-designated place (CDP) degli Stati Uniti d'America, situato nello stato della Carolina del Nord, nella contea di Franklin. Secondo il censimento del 2020 gli abitanti di Lake Royale ammontavano a 3 392.